# مجيء

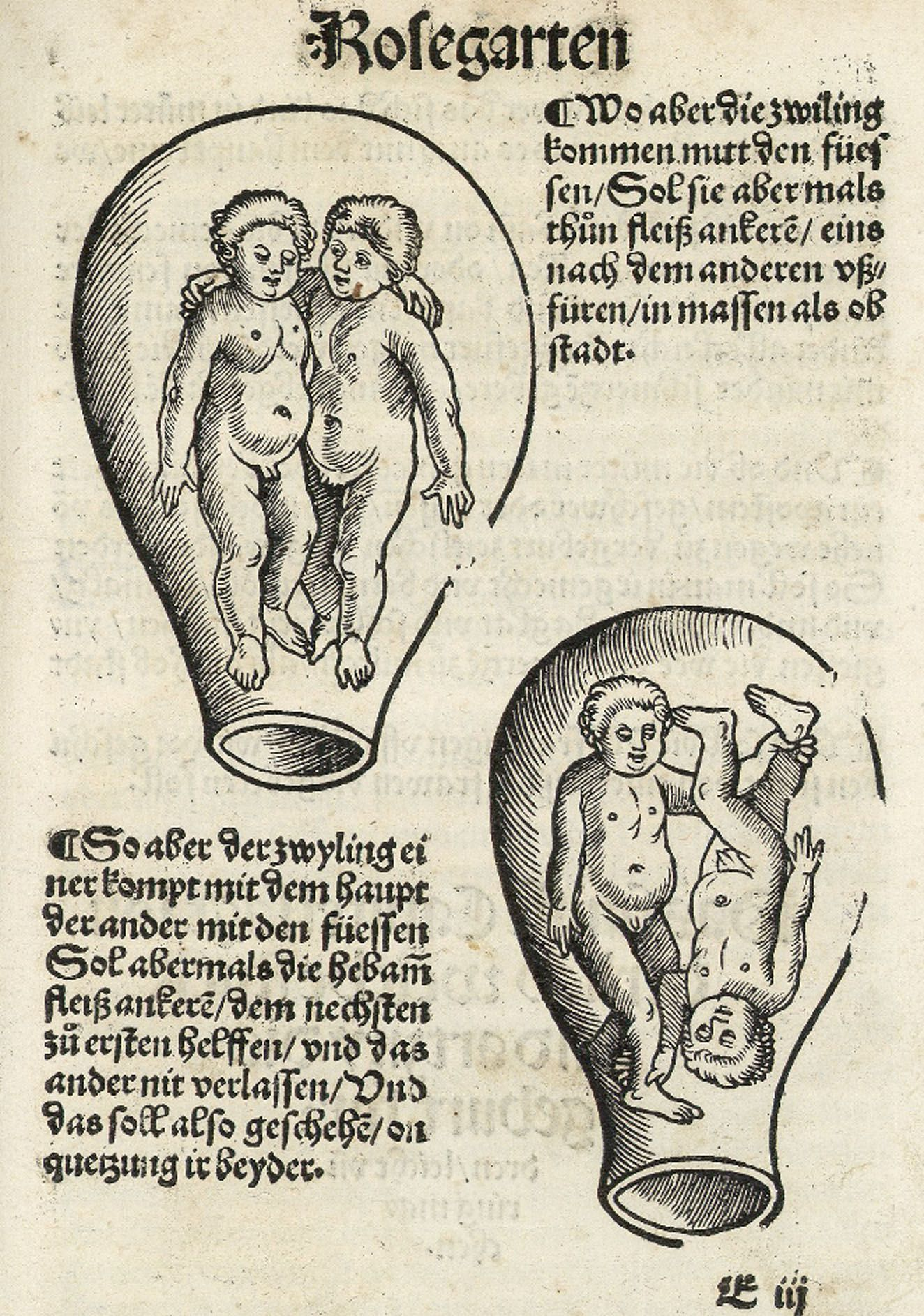

المجيء (بالإنجليزية: Presentation)‏ هو القسم الذي يتقدم به الجنين عند الولادة إلى المضيق العلوي للحوض

## المجيء الرأسي[1]
يمثل 96% من الحالات ,لأن الرأس أثقل وزناً من المقعد
المجيء القمي يكون الرأس فيه منعطفاً ويلامس ذقنُ الجنين صدرَه
المجيء الجبهي يكون الرأس بوضعية متوسطة بين الانعطاف والانبساط
المجيء الوجهي يكون الرأس مفرط الانبساط ويلامس ظهرَ الجنين

### أنواع المجيء الرأسي القمي
1. قفوي عاني
2. قمي أيسر معترض (الأكثر شيوعاً)
3. قفوي عجزي
4. قمي أيمن معترض
5. قمي أيسر أمامي
6. قمي أيسر خلفي
7. قمي أيمن أمامي
8. قمي أيمن خلفي

## المجيء المقعدي[2]
يمثل 3,5% من الحالات وهو المجيء الذي يتقدم فيه الجنين بمقعده

## المجيء الكتفي[3]
يمثل 0,5% من الحالات .